# Pujurderahu
Pujurderahu ist eine unbewohnte estnische Ostsee-Insel im Väinameri.

## Beschreibung
Die Insel liegt vor der Ostküste der zweitgrößten estnischen Insel Hiiumaa (deutsch Dagö). Sie liegt in der Wasserstraße Hari kurk (deutsch Moon-Sund) zwischen den Inseln Vormsi und Hiiumaa.
Pujurderahu ist 78 m² groß. Ihr Umfang beträgt 0,35 km.
Die langgestreckte und steinige Insel ist bei Naturliebhabern vor allem für ihre Kolonie von Kegelrobben bekannt. Sie steht unter dem Schutz des EU-Programms Natura 2000.
Die Insel gehört verwaltungsmäßig zum Dorf Vahtrepa in der Landgemeinde Hiiumaa.